# Čer
Čer je gmota kamenine, ki se dviga nad površino morja, jezera ali reke.
Čeri se navadno nahajajo v morju kot ostanki starih gorskih grebenov, ki jih morje še ni prekrilo. Med drugimi morji so čeri značilne tudi za vzhodno obalo Jadranskega morja.
Posebna oblika morskih čeri so koralne čeri, ki nastajajo iz skeletov raznih morskih polipov, ki živijo v plitvi morski vodi s temperaturo nad 20 °C in rastejo v obliki grebenov – čeri.